# アル・エンテサール
アル・エンテサール・クラブ（英語: Al-Entesar Club, アラビア語: نادي الانتصار)）は、サウジアラビアのラービグをホームタウンとする、サウジ・セカンドディヴィジョンリーグに加盟するプロサッカークラブである。

## タイトル

### 国内タイトル
- なし

### 国際タイトル
- なし

## 歴代監督
- ジャマル・ベルハディ 2023-